# Henri Guichard
Pour les articles homonymes, voir Guichard.
Henri Guichard (Nantes, 13 avril 1856 - Nantes, 21 juillet 1911) est un pépiniériste et horticulteur nantais, renommé pour ses camélias (genre Camellia).

## Biographie
D'une famille d'horticulteurs et pépiniéristes, Henri Guichard est le fils d'Henri Guichard (1826-1894), membre de la Société nantaise d'horticulture, chevalier du Mérite agricole, et d'Anne Praud.
Reprenant la pépinière fondée par son père en 1864, il se spécialise dans les plantes de terre de bruyère, dont les fameux camélias. À sa mort, sa veuve, puis ses filles lui succèderont, les Établissements Henri Guichard devenant alors les Établissements Guichard Sœurs.
Membre de la Société nationale d'horticulture de France et du Comité national d'horticulture de France, il est président de la Société nantaise d’horticulture.
Lauréat de nombreux concours et expositions, premier prix de la Société nationale d'horticulture de France, il est fait commandeur de l'ordre du Mérite agricole.
Un camélia porte son nom : Camellia Japonica "Souvenir de Henri Guichard", ainsi qu'une rue de Nantes, tracée sur une extrémité de la pépinière. La collection de camélias des Établissements Guichard Sœurs fut rachetée par Claude Thoby en 1954, qui la réimplanta à Carquefou et Saint-Mars-du-Désert, puis par son fils Jean, sur le site du château de Gaujacq. Actuellement une seule partie de cette collection est visible dans le Plantarium.
L'ensemble de la collection de camélias d'Henri Guichard, enrichie depuis 1954 par la famille Thoby, est accessible au public.

## Distinctions
- Commandeur de l'ordre du Mérite agricole

## Hommages
- Rue Henri Guichard, à Nantes